# Nisse Pistol
Jan Holger Nilsson, född 4 maj 1947 i Nederkalix församling i Norrbottens län, känd som Nisse Pistol, är en svensk brottsling, som bland annat begått rån tillsammans med Clark Olofsson 1975, varit medlem av Järnaligan under 1980-talet samt Gubbligan under 2000-talet.

## Biografi
Nilsson rånade 1975 Riksbanken i Halmstad tillsammans med Clark Olofsson och kom över 80 000 kronor.[källa behövs] Som medlem av Järnaligan genomförde han 1986 bland annat Vapenkuppen i Järna. Han dömdes för flera grova bankrån i södra Sverige och Danmark på 1980-talet , bl.a. för en kupp mot en postbil i Örkelljunga. Under 1990-talet dömdes Nilsson för bankrån i Kalmartrakten. År 2003 återkom Nilsson i polisens spaning då han utpekades som en av hjärnorna bakom ett värdetransportrån i Bräkne-Hoby, där en av rånarna sköts ihjäl. Den 17 december 2010 häktades Nilsson tillsammans med två andra personer ur den så kallade Gubbligan (tillsammans med Peeter "Sprängaren" Pohla och Ulf "Stockholmaren" Nilsson) misstänkta för tre grova bankrån, mordförsök och förberedelser till rån.
I januari 2011 häktades de även för ett grovt bankrån mot Nordea i Olofström i juni 2010. Den 11 februari 2011 omhäktades trion för brotten och häktades för ytterligare två grova bankrån, det ena mot Swedbank i Tingsryd den 31 januari 2008 och det andra mot Swedbank i Olofström i mars samma år. Den 27 oktober 2011 dömdes Nilsson vid Hässleholms tingsrätt till 10 år för bland annat två grova rån, förberedelse till fyra grova rån, hot mot tjänsteman samt försök till grov stöld. Hans två kumpaner Pohla och Nilsson fick 12 respektive åtta års fängelse. Trion överklagade till hovrätten där man den 12 mars 2012 dömde Nilsson till åtta år och Pohla till sju års fängelse. Jan Nilsson och Ulf Nilsson dömdes till åtta års fängelse och Peeter Pohla dömdes till sju års fängelse. Jan Nilsson och Ulf Nilsson överklagade sina domar till Högsta domstolen men den 8 maj 2012 meddelades det att de inte fick prövningstillstånd och att hovrättsdomen på åtta års fängelse för de båda rånarna därmed stod fast.